# Історія видобутку вугілля у Верхній Сілезії

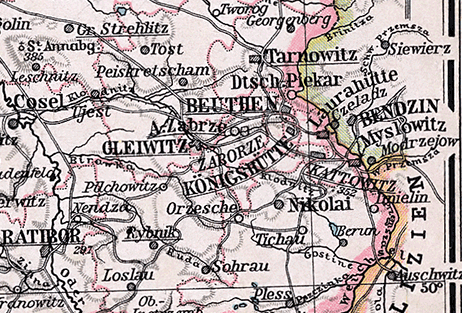
Верхньосілезький регіон навколо Катовиць в 1905

Історія видобутку вугілля у Верхній Сілезії

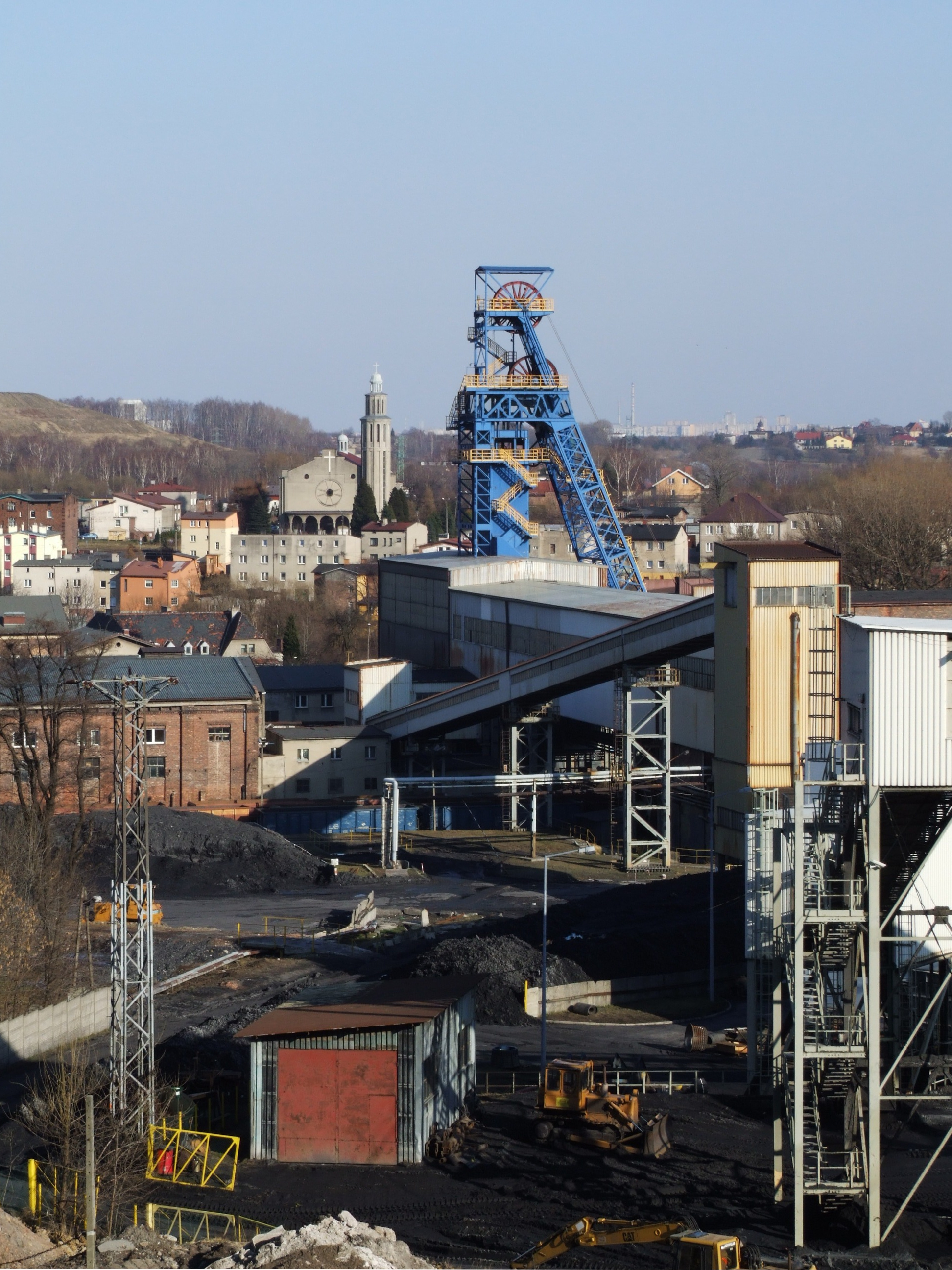
Шахта KWK Bolesław Śmiały, Лазиська-Гурне

Район кам'яновугільних шахт Верхньої Сілезії називають Верхньосілезьким вугільним басейном. Район цей має вигляд трикутника, вершини якого визначають міста: Тарновські Гури, Крешовиці, Острава (лежить на території Чехії). Площа басейну становить 5400 км², з яких 4500 км² розташовано на території Польщі. Шари кам'яного вугілля в цьому районі мають численні порушення, викликані різними тектонічними рухами. Товщина шарів кам'яновугільної світи доходить у західній частині родовища до глибини 6 км, у східній до 2,4 км. У західній частині налічується 92 шари вугілля, сумарною потужністю 137 м, у східній — 49 шари, сумарною потужністю 92 м. Повні запаси вугілля до глибини 1 км становлять 100 млрд тонн. Присутні практично всі типи марок вугілля, за винятком антрацитів.

## Початок розробки кам'яного вугілля
На польських землях перша розробка кам'яного вугілля мала місце в Нижній Сілезії поблизу Нової Руди більше 800 років тому. У документах, які датують до ХІІ ст., зустрічають численні згадки про експлуатацію кам'яного вугілля на виходах шарів на поверхню. Вугілля використовували для опалення. Зокрема, в міській книзі звітів Нової Руди зафіксоване свідчення про видобуток вугілля у 1434 р. Отже, Новорудський район є найстаршим в історії вугільної справи в Польщі. На 100 років він випереджає вугільний регіон Вальбжиха (1536 р.) і майжена 200 років — найстаріші шахти Верхньої Сілезії.
У Верхній Сілезії перші згадки про застосування кам'яного вугілля належать до 1542 р., коли Ян Геральтовський, власник селищ Біскупіц і Сілезької Руди, застосовував його для роботи в кузнях. У значно більших масштабах кам'яне вугілля почали видобувати в районі Верхньої Сілезії в XVII ст. Із цього часу дійшла документальна інформація про розробки в районі Тенчинка й Пшчіни.
Впродовж багатьох сторіч населення Сілезії стикалося з виходами на поверхню кам'яновугільних пластів, знало про його паливні якості, але потреби в ньому були незначними. Головною енергетичною сировиною до XVII ст. була деревина з лісів Сілезії. Деревина була повсюдно доступною і дешевою. Однак, ця ситуація поступово мінялася. В XVII ст. частина лісів була знищена під час 30-літньої війни. Пізніше величезна кількість деревини пішла на будівництво швидко зростаючих міст і сіл Верхньої Сілезії. Численні дрібні промисли також спалювали велику кількість деревини. Особливо багато її потребували металургійні підприємства для виготовлення деревного вугілля. Кузня середніх розмірів із переробкою щорічно близько 20 тонн заліза споживала деревне вугілля, знищуючи при цьому площі лісу близько 3 га. Процеси ці підсилилися ще більше у XVIII ст., коли почали застосовувати більші плавильні печі. У 1785 році така піч споживала понад 60 тис. т деревного вугілля. У цей самий час ціна деревини зросла на 700 %, що спонукало багатьох власників підприємств до використання кам'яного вугілля.
У 1657 році власник Пшчіни наказав застосовувати кам'яне вугілля у своїх кузнях і плавильнях. Було розпочато видобуток вугілля відкритим способом із застосуванням найпростішого гірничого інструмента — кайла, мотики й лопати. Примітивною експлуатацією шарів, що виходили на поверхню, займалися не професійні гірники, а селяни. Видобуток був невеликий, рахунок ішов на десятки підвід у рік.
У 1769 році початий регулярний підземний видобуток вугілля. З цією метою князь Пшчінський запросив 11 професійних гірників, оскільки місцеві відмовлялися працювати під землею. У цьому ж році почався видобуток вугілля на шахті «Мурцкі». Це була класична розробка з вертикальними стволами з підйомом ручним коловоротом. Почався період, у якому при видобутку вугілля вже працювали гірничі фахівці. У 1769 році було прийнято нове гірниче право, що регулювало правові відносини у Верхньосілезькому басейні. Видобуток вугілля за цей рік склав 367 тонн. Роком пізніше в 1770 році відповідно до гірничого статуту була зареєстрована перша шахта «Бранденбург» на території Сілезької Руди. Нова шахта одержала гірниче поле площею 1,7 га. У 1780 році існували вже 2 шахти з гірничим полем 3,4 га, які видобули за рік 821 тонну вугілля.
Поступово видобуток наростав і склав в 1800 р. близько 41 тис. т (працювало 14 шахт), в 1850 році — 975 тис. т (71 шахта), в 1900 році — 24829 тис. т. До 1900 року загальний видобуток склав близько 560 млн т кам'яного вугілля, що характеризує найбільші в XIX ст. темпи видобутку у світі.

## Розкриття родовищ вугілля
До середини XVII ст. основний видобуток вугілля у Верхній Сілезії вівся відкритим способом у місцях виходу вугільних шарів. Із часом глибина відкритих робіт зростала. Там, де вугілля було вибране на певну глибину, починали споруджувати вертикальні стовбури, від яких проводили горизонтальні штреки по вугільному пласту. Усе частіше у вугільні шахти запрошували гірників з рудних і соляних копалень (як польських, так і німецьких, чеських та словацьких). Професійні гірники володіли технологіями спорудження виробок і відповідних гірничих знарядь праці. Слабкі породи розробляли за допомогою кайла, зубила й молотка, а тверді виламували за допомогою металевих і дерев'яних клинів. З XVIII ст. століття для руйнування порід застосовувався чорний порох.
У 1818 році деякі стовбури у Верхній Сілезії сягали вже 70 метрової глибини. Вони звичайно мали прямокутний поперечний переріз і кріпилися дерев'яними вінцями, посиленими вертикальними стійками. Стовбури, над якими встановлювалися парові підйомні машини, посилювалися потужними окладами, а водовідвідні — кам'яною кладкою. У кожному стовбурі крім транспортного відділення, влаштовували відгороджене щитами з дощок відділення зі сходами, призначене для спуску гірників.

## Розробка вугілля
У кінці XVIII ст. вугілля почали видобувати так званим сілезьким методом, що являє собою камерно-ціликову систему. Потужні пласти вугілля розкривалися за допомогою стовбурів і розділялися штреками на ділянки (блоки) розмірами 60×40 м. Ці ділянки потім ділилися за допомогою системи виробок на дрібніші вугільні блоки розміром 18×10 м. По центру блока проводився штрек, що розділяв його на 2 частини розмірами 9×10 м. Частини опрацьовувалися з наступним обваленням порід покрівлі. Всі штреки мали ширину 3-4 м.
Тонкі шари, потужністю менше 1 м, експлуатувалися лавами довжиною 20-40 м. Спосіб цей був, однак, не популярним, тонкі пласти вважалися малопридатними до експлуатації. Збільшення потреби у вугіллі в 20-х рр. XIX ст. привело до підвищення площ шахтних полів. Збільшена довжина штреків стала становити до 100 і більше метрів. Ці поля ділилися на блоки шириною 6-16 м і довжиною 18 м, які опрацьовувалися камерами шириною 5-6 м.
Застосовувалися також капітальні штреки шириною близько 3 м, які підтримувалися тривалий час, і експлуатаційні штреки шириною 4-5 м, які забезпечували видобуток вугілля. У ґрунті по боках виробки формували канавку для стоку шахтних вод. При відпрацьовуванні чергових камер залишали з боку старих виробок так звані «ноги», тобто запобіжні цілики вугілля шириною 2-4 м. У покрівлі штреків залишали шар вугілля, що забезпечувало запобігання обвалів порід. Пласти вугілля потужністю більше 6 м розділяли на 2 підпласти. У першу чергу витягали верхній шар вугілля, а після спорудження системи кріплень переходили до відпрацьовування нижнього шару. З 1820 року почали використовувати похили й похилі стовбури, які сполучалися з виймальними горизонтальними штреками.

## Способи відбійки вугілля
Спочатку кам'яне вугілля відокремлювали за допомогою зубила (клина) і молотка або за допомогою кайла. Гірники формували в середині пласта горизонтальний вруб, а потім за допомогою кайла й лома руйнували вугілля над і під врубом. Близько 1790 року за рекомендацією Редена (директор вищого гірського правління Сілезії) була впроваджена виїмка вугілля вестфальським способом. Він полягав у проведенні одного горизонтального врубу в підошві пласта, а потім 2-х вертикальних врубів з боків. Глибина горизонтального врубу становила близько 1,25 м при його висоті 25-30 см. Вертикальні вруби мали подібну глибину, а їхня ширина становила близько 50 см. Оскільки створення вертикальних врубів займало багато часу й сил, гірники виконували їх дуже неохоче. І поступово система перейшла на винятково горизонтальні вруби в підошві. Застосовуваний інструмент для відбійки вугілля й порід швидко затуплювався, зношувався, й кожна шахта мала свої кузні, де він відновлювався.
Час від часу для руйнування порід і відбійки вугілля застосовувалися вибухові технології з використанням чорного пороху. Разом з тим, це була трудомістка технологія. Шпури глибиною близько 1 м видовбувалися за допомогою долота й молотка. Далі шпур очищався спеціальним пристосуванням з лопаткою на кінці, а потім віничком з пір'я. Потім у шпур укладався пороховий заряд разом з голкою, що забезпечувала вибуховий канал. Після цього шпур заліплювали корком із глини. Після виймання голки на її місце вставляли соломину, заповнену порохом. На її кінці зав'язували нитку, просочену сіркою, яку підпалювали. Від місця вибуху необхідно було відійти на 100 м. Ширше застосування пороху почалося в 40-х рр XIX століття. З 1841 р. почалося його систематичне застосування на шахті «Король». За допомогою вибухової відбійки робили горизонтальні вруби в ґрунті пласта. Ця технологія одержала ще більше поширення у 1842 році з винаходом бікфордового шнура.

## Кріплення виробок
Для кріплення виробок у вугільних шахтах в основному використовували дерево. Це були, головним чином, соснові колоди. У стовбурах застосовувалося кріплення, що складається з горизонтальних дерев'яних вінців (окладів), посилених вертикальними стійками між вінцями. Штреки оснащували рамним кріпленням, причому діаметр стійок становив 20-40 см, а верхняк — 15-20 см. Верхняк і стійки зчленовувалися за допомогою спеціальної виїмки, яку називали «в'язання». У випадку крихких порід покрівлі на верхняк укладали дерев'яні затяжки. При видобуванні вугілля по довжині лави встановлювали ряди «органних» стійок. По закінченні робіт кріплення витягали, причому гірники, які виконували цю небезпечну роботу, одержували оплату від кожної витягнутої стійки або верхняка. Після витягнення кріплення виробки обвалювалися. Шахти в той час споживали значні обсяги деревини. У 1818 році для видобутку 1000 т вугілля було потрібно 22 м3 деревини. У 40-х роках XIX ст. кількість споживаної деревини зросла до 40 м3, а в складних гірничо-геологічних умовах — до 100 м3 на 1000 т вугілля.

## Освітлення, вентиляція, безпека гірничих робіт
Для освітлення в шахті гірники спершу використовували тільки масляні лампи, які спалювали близько 100 г масла за 12-годинну зміну. Оскільки розроблялися в основному негазові пласти вугілля, лампи Деві не були потрібні. Провітрювання здійснювалося шляхом природної депресії за допомогою системи численних стовбурів. Для примусової вентиляції в деяких випадках використовувалися вентилятори з кінним або людським приводом, а також вентилятори місцевого провітрювання з використанням повітряних міхів і трубопроводів. У 50-х роках XIX ст. з'являються перші вентиляційні печі, які служили для підігріву вихідного повітря з метою посилення його тяги. Піч являла собою викладену кам'яною кладкою камеру з високим каміном, з'єднаним каналом зі стовбуром. Подібні конструкції були встановлені на шахтах «Король» і «Королева Луїза».
Усередину шахти спускалися й виходили назовні сходами, які розташовувалися в спеціальному відсіку піднімального стовбура. Оскільки підйом був фізично важким, то влаштовувалися спеціальні платформи для відпочинку. Іноді гірники спускалися вниз по канату, або в баддях підйому. Останнє призводило до частих травм і були заборонені гірничим правлінням. Більшість нещасних випадків були викликані обвалами порід, падінням у стовбур. Особливу небезпеку являли підземні пожежі, основною причиною яких було самозаймання дрібного вугілля або занесення вогню з поверхні. З пожежами боролися лише одним способом — відокремлювали перемичками зону пожежі від шахти. Перемички робили з кам'яних стін і глиняних смуг. Стовбури, які не вдалося вберегти від пожежі, засипали. Гасіння пожежі тривало в деяких випадках кілька років. Наприклад, пожежа на шахті «Фані» тривала з 1823 по 1859 рік.
Історія Верхньосілезького вугільного басейну заклала основи його подальшого розвитку. Велику роль відіграло прийняття гірничого права, яке майже на 100 років унормувало юридичні норми й правила вугільної галузі. Саме в цей час у регіоні виникли перші вугільні шахти індустріального типу. Вони розробляли вугілля на більших глибинах, застосовуючи парові машини для підйому вантажів і водовідливу, кінну відкатку для транспортування вугілля і матеріалів, буровибухові технології для руйнування порід. У цей час виникли нові селища гірників-вуглярів, система підготовки кадрів і державної опіки галузі. Успіхи сілезької вугільної промисловості у XIX ст. були пов'язані з рядом реформ, проведених у Прусії, які уможливили вільну ринкову економіку.

## Хронологія розвитку кам'яновугільної галузі Польщі
1434 — перший документально зафіксований факт видобутку вугілля в Нижній Сілезії;
1478 — регулярний видобуток поблизу Заціша біля Нової Руди (шахта «Йозеф»)
1557 — князь Пшчіни Фон Промнітц розпорядився про промисловий видобуток кам'яного вугілля на своїх землях. Це перша інформація про видобуток вугілля у Верхній Сілезії.
1659 — згадка про видобуток вугілля поблизу Тенчинка;
1740 — спорудження вугільної шахти «Мурцкі»;
1769 — закладка шахти «Бранденбург» на території Руди Сілезької;
1788 — застосування парової машини;
1790 — декрет міністра Фон Хойнітца, що започаткував інтенсивний розвиток гірничої справи у Верхній Сілезії;
1791 — уведення в експлуатацію шахти «Король» у Хожові й «Королева Луїза» у Забже;
1806—1868 — будівництво Ключової наслідної штольні між Хожовом і Забже для забезпечення водовідливу (довжина 14,2 км);
1853 — перше сортування вугілля в шахті «Король» у Хожові;
1860 — впровадження в гірниче виробництво перших установок для пневматичного буріння;
1862 — впровадження кінної відкатки для транспортування вугілля;
1867 — перше застосування динаміту;
1875 — перше електричне освітлення (шахта «Матильда» у Лепінах Сілезьких);
1880 — перша підземна електрифікована транспортна колія.